# Die Knickerbocker-Bande
Die Knickerbocker-Bande ist der Titel einer Kinderkrimi-Buchserie von Thomas Brezina, die erstmals 1990 erschien und seitdem unregelmäßig fortgesetzt wird. Die Bücher wurden in 19 Sprachen übersetzt und in mehreren Ländern veröffentlicht.

## Entstehung

### Ursprung
Als dem damals im Radio sowie im Fernsehen als Regisseur eines Kinderprogramms arbeitenden Thomas Brezina vom Neuen Breitschopf-Verlag angeboten wird, eine Kinderbuchreihe zu konzipieren und zu schreiben, reagiert dieser erst zurückhaltend und unentschlossen. Schließlich entwickelt er die Idee einer Bande bestehend aus vier Kindern, die gemeinsam Kriminalfälle lösen. Die Motivation dazu schöpft er aus seiner eigenen Kindheit: er will jene Abenteuer schreiben, die er als Krimi-begeistertes Kind damals selber gerne erlebt hätte. Ursprünglich geplant war eine Serie von neun Büchern mit einem zusätzlichen zehnten Band, und zwar sollte jedes davon an einem Schauplatz in einem anderen Bundesland Österreichs spielen. Brezina legte dem Verlag vorerst nur eine aus wenige Zeilen bestehende Beschreibung der Bandenmitglieder und die Liste der angedachten Buchtitel vor – der Verlag war davon allerdings bereits mehr als begeistert und bot Brezina direkt eine Vertrag für die Serie an, noch bevor dieser mit dem Schreiben überhaupt begonnen hatte. Dieses Vertrauen sollte sich bezahlt machen. Der sofortige massive Erfolg der Bücher führte schnell dazu, dass die Serie erweitert wurde.
Das erste tatsächlich geschriebene Buch war übrigens „Lindwurmspuk vor Mitternacht“, welches später als Band 3 erscheinen sollte.

### Der NameKnickerbocker
Der Name der Bande kommt von alpenländischen Lederhosen, die in Kniebundhosen-Länge auch als Knickerbocker bezeichnet werden.
Im ersten Abenteuer der Knickerbocker-Bande (Rätsel um das Schneemonster) wird die Herkunft dieses ungewöhnlichen Namens erklärt: Die Mitglieder der Bande, die sich zu dieser Zeit noch nicht kennen, gewinnen einen Lederhosen-Designwettbewerb, wollen aber die entworfenen Knickerbockerhosen auf der Preisverleihung nicht vorführen, da die Designs teilweise sehr peinlich sind. Sie werden von dem sehr rundlichen und unfreundlichen Werbechef jedoch dazu gezwungen. Als Gewinner des Wettbewerbs dürfen sich die vier wünschen, was sie wollen. Aus Rache wünschen sie sich, dass der Werbechef fünf Minuten lang auf der Bühne schuhplattelt. Daraufhin nennt er sie „elende Knickerbocker-Bande“ – ein Name, den die vier behalten wollen.
Thomas Brezina überlegte damals auch andere Namen wie „Karottenbande“ für die Serie, es sollte auf jeden Fall etwas Besonderes und Ausgefallenes sein. Angeblich ist ihm unter der Dusche der endgültige Name eingefallen, während er sich an die britische Eisspezialität Knickerbocker Glory zurückerinnerte, die er als Jugendlicher in den Sprachferien in Großbritannien entdeckt und geliebt hatte. Dem Autor fiel auf, dass der Begriff Knickerbocker einerseits sehr österreichisch geprägt, gleichzeitig aber auch international äußerst gängig war und auf verschiedenste Art und Weise gebraucht wurde (z. B.: The Knickerbocker Hotel in New York City). Das Wort fühlte sich für Brezina durch seinen ungewöhnlichen Klang und den internationalen Wiedererkennungswert sofort richtig an: der Bandenname war gefunden.

## Inhalt

### Die Mitglieder der Knickerbocker-Bande
Die Bande besteht aus vier Mitgliedern, Axel Klingmeier, Lieselotte „Lilo“ Schroll, Dominik Kascha und Paula „Poppi“ Monowitsch. Sie alle wohnen in Österreich: Axel Klingmeier kommt aus Linz, Lilo Schroll aus Kitzbühel, Dominik Kascha aus Wien und Poppi Monowitsch aus Graz, ab Folge 10 wohnen sie allerdings alle in Wien. Zusammen lösen sie zahlreiche (vor allem für eine Gruppe Kinder mehr oder weniger irreal bzw. unrealistisch erscheinende) Abenteuer.

Wie viele fiktive Kinderbanden haben auch die vier Knickerbocker einige für sie typische Eigenschaften. So zum Beispiel ist Lieselotte die Anführerin der Bande (nicht umsonst wird sie das „Superhirn“ – wenn jemand mit ihr zankt auch „Frau Superschlau“ – genannt). Dominik, dessen Hobby Theaterspielen (vorwiegend Shakespeare) ist, nennt sich Hamlets Vater und ist Kinderkomparse am Burgtheater. Seine Eltern sind Schauspieler. Er ist das wandelnde Lexikon des Teams und redet sehr kompliziert, worüber sich die anderen Mitglieder der Bande immer lustig machen. Er trägt eine Brille. Axel ist der kleinste und der sportlichste der Vier. Seine Sportlichkeit kommt den Knickerbockern bei abenteuerlichen Verfolgungsjagden oder Kletterpartien zugute, obwohl er wegen seiner Körpergröße oft gehänselt wird. Sein Markenzeichen ist eine Kappe mit dem Buchstaben „A“, er hat mehrere davon, das bekannteste Stück ist rot mit einem weißen „A“. Poppi liebt Tiere und besitzt einen Minizoo sowie einen Hund, dem in den Büchern ab und zu eine wichtige Rolle zukommt. Sie ist die jüngste im Team.
Ein Motto der Knickerbocker ist es, dass Freunde durch dick und dünn zusammenhalten sollten – als zu Beginn der 1990er Jahre besonderer Aspekt kam von Anfang an auch Mädchen bei der Lösung der Fälle eine entscheidende Rolle zu. Ein anderer Leitsatz ist, dass ein echter Knickerbocker nie aufgeben sollte: „Ein echter Knickerbocker lässt niemals locker“.
Ein Aspekt der Bandendynamik und somit der Buchinhalte, zu dessen Änderung Thomas Brezina von Experten aus der Buchbranche aus marktstrategischen Gründen vor Erscheinung der ersten Bücher angeraten wurde, ist die Tatsache, dass der Autor sich für ein Mädchen als Bandenoberhaupt entschieden hatte. Brezina allerdings blieb unbeirrt überzeugt von dieser Entscheidung.

### Die Handlung der Geschichten
Die Detektivarbeit führt die Knickerbocker in der Welt herum, sei es in die Niederlande, in die Schweiz, die Azoren, die USA, nach Frankreich, Deutschland oder auch nach Indonesien und China. Einige Abenteuer spielen in Österreich.
Die Knickerbocker lösen ihre Fälle immer gemeinsam, wobei innerhalb eines Abenteuers Alleingänge nicht auszuschließen sind. Bei ihren Abenteuern werden sie den Übeltätern ein ums andere Mal lästig, was zur Folge hat, dass die vier Detektive oftmals in die Falle gelockt werden. Es gibt auch oft Verfolgungsjagden und es scheinen anfangs endlos viele zwielichtige Personen in den Fall verwickelt. Nicht selten treten auch Gegenstände der Superlative auf, die „Schreckensschokolade“ (explosive Schokolade) oder der „Millionenstorch“.
Die meisten Knickerbocker-Abenteuer beginnen zwar mit übersinnlichen Vorgängen (etwa Geistern, Werwölfen, Zombies, Magie etc.), haben aber alle eine realistische Auflösung.

### Bandenlogo
Das originale Logo der Knickerbockerbande ist ein weiß umrandeter, orangefarbener Kreis, auf dem ein grünes „K“ und drei gelbe „Bretter“ mit der Aufschrift „Die Knickerbocker-Bande“ liegen. Dieses Zeichen ist auf der Titelseite jeder deutschsprachigen Ausgabe zu finden, auch die Übersetzungen versuchen sich daran zu halten; ebenso erscheint es auf den VHS-Kassetten der Fernsehverfilmung einiger Bände sowie im Intro der einzelnen Episoden selbst und auf den Tonbandkassetten bzw. Audio-CDs der Hörspielreihe.
Für die seit Anfang 2015 erscheinende Neuauflage ausgewählter Bände im Ravensburger Buchverlag wurde das Logo erstmals komplett überarbeitet. Das neue Logo zeigt den knallroten Schriftzug wieder auf drei Zeilen verteilt; der Anfangsbuchstabe K des Wortes „Knickerbocker“ erstreckt sich übergroß über die Höhe der drei Zeilen und greift somit das charakteristische grüne K des originalen Logos auf. Auch ist der Schriftzug wieder mit einem runden Element unterlegt – diesmal ein metallisch silbergrau glänzender Kreis, der mit einem dunkelblauen Ring aus abblätternder Farbe umrandet ist und sich in Richtung des Schriftzugs erweitert. Für spätere Ravensburger-Editionen wurde allerdings wieder das ursprüngliche Logo verwendet.

## Verlage
Die Serie startete 1990 beim Neuen Breitschopf-Verlag. Die Illustrationen wurden damals von Atelier Bauch-Kiesel angefertigt. Seit 2000 erscheinen die Bücher beim Ravensburger Verlag. Anfangs wurden die Bände mit den Originalillustrationen, aber in neuem Format, mit neuen Titelseiten verlegt, bis die Knickerbocker 2005 eine Verjüngung erlebten. Der neue Illustrator ist Jan Birck. Die alten Bände wurden im neuen Outfit aufgelegt und auch neue Geschichten erschienen bis 2009 – im Durchschnitt zwei bis drei Bücher im Jahr. Einige Bände erschienen auch als Taschenbuch beim Omnibus-Verlag bzw. beim Ravensburger Verlag. Seit dem 67. Fall erschien kein weiterer Band der Reihe. Im Juni 2014 ließ Brezina jedoch auf seiner Homepage verlauten, dass er zwei neue Bände geschrieben habe, die ab Frühjahr 2015 erscheinen sollen. Es blieb jedoch bei zwei neuen Bänden, bei den restlichen Titeln der neuen Reihe handelte es sich um Neuauflagen älterer Abenteuer. Seit 2019 erscheinen wieder einzelne neue Bände.

## Titelliste
Original-Reihe
| - 1. Rätsel um das Schneemonster - 2. Ein UFO namens Amadeus - 3. Lindwurmspuk vor Mitternacht - 4. Wenn die Turmuhr 13 schlägt - 5. Bodenseepiraten auf der Spur - 6. Das Phantom der Schule - 7. Die Tonne mit dem Totenkopf - 8. Wo ist der Millionenstorch? - 9. Treffpunkt Schauermühle - 10. Der Fluch des schwarzen Ritters - 11. Die Nacht der Weißwurst-Vampire - 12. Schokolade des Schreckens - 13. Der Ruf des Grusel-Kuckucks - 14. Jagd auf den Hafenhai - 15. Das Zombie-Schwert des Sultans - 16. SOS vom Geisterschiff - 17. Die Rache der roten Mumie - 18. Kolumbus und die Killerkarpfen - 19. Die Gruft des Baron Pizza - 20. Insel der Ungeheuer - 21. Frankensteins Wolkenkratzer - 22. Der tätowierte Elefant - 23. Die Drachen-Dschunke - 24. Der weiße Gorilla - 25. Der grüne Glöckner - 26. Im Dschungel verschollen - 27. Im Tal der Donnerechsen - 28. Titanic, bitte melden! - 29. Der eiskalte Troll - 30. Im Reich des Geisterzaren - 31. Der Bumerang des Bösen - 32. Kennwort Giftkralle - 33. Das Riff der Teufelsrochen - 34. Das Geheimnis der gelben Kapuzen | - 35. Der Geisterreiter - 36. Im Wald der Werwölfe - 37. Die giftgelbe Geige - 38. Das Haus der Höllensalamander - 39. Das Biest im Moor - 40. Die Maske mit den glühenden Augen - 41. Die Hand aus der Tiefe - 42. 13 blaue Katzen - 43. Die rote Mumie kehrt zurück - 44. Die Höhle der Säbelzahntiger - 45. Der Mann ohne Gesicht - 46. Hinter der verbotenen Tür - 47. Das Phantom der Schule spukt weiter - 48. Der unsichtbare Spieler - 49. Es kam aus dem Eis - 50. Der Schrei der goldenen Schlange - 51. Der Schatz der letzten Drachen - 52. Das Wesen aus der Teufelsschlucht - 53. Das Diamantengesicht - 54. Das Gold des Grafen Drakul - 55. Der Taucher mit den Schlangenaugen - 56. Das Geheimnis des Herrn Halloween - 57. Das Internat der Geister - 58. Der Computer-Dämon - 59. Der Turm des Hexers - 60. Das Amulett des Superstars - 61. Wenn der Geisterhund heult - 62. Das Mädchen aus der Pyramide - 63. Spuk im Stadion (Der Fall mit dem 5. Mitglied der Knickerbockerbande) - 64. Im Bann des Geisterpiraten - 65. Die Monstermaske der Lagune - 66. Der Meister der Dunkelheit - 67. Der Spinnenmagier |

Reihe ab 2015
| - 1: Rätsel um das Schneemonster (2015) - 2: U-Bahn ins Geisterreich (2015) - 3: Der Panther im Nebelwald (2015) - 4: Im Wald der Werwölfe (2015) - 5: Die Rache der roten Mumie (2015) - 6: Das Haus der Höllensalamander (2015) - 7: Dreizehn blaue Katzen (2015) - 8: Im Dschungel verschollen (2015) - 9: Die Monstermaske der Lagune (2016) - 10: Der Schatz der letzten Drachen (2016) - 11: Im Geisterhaus des Goldwäschers (2016) - 12: Jagd auf den Hafenhai (2017) |

Knickerbocker4immer
| - 1. Alte Geister ruhen unsanft (2017) - 2. Schatten der Zukunft (2018) - 3. Der Tote in der Hochzeitstorte (2020) |

Sonderpublikationen
| - Jagd auf den 100 Milliarden Dollar Schatz (Zum 10jährigen Serienjubiläum) - Wenn der Eismensch erwacht (Knickerbocker 2000) - Wettlauf nach Atlantis (Knickerbocker 2000) - Das Kabinett des Dr. Horribilus (Neuauflage der bereits als Band 56 erschienene Geschichte „Das Geheimnis des Herrn Halloween“ im Jahr 2007. Der Titel wurde geändert, um aktueller und dramatischer zu klingen.) - Das sprechende Grab (Buch zum Film) - Du entscheidest selbst, 1: Die Jagd nach Dr. Quallenstein - Du entscheidest selbst, 2: Das Vermächtnis der Frida Frankenfein - Du entscheidest selbst, 3: Das Geheimnis der Blauen Insel - Du entscheidest selbst, 4: Sieben Schlüssel zum Schlangenschloss - Gift für den Killerwal (14 Ratekrimis) - Wenn der Wolfsmann heult (12 Ratekrimis) - Die Gänsehaut-Orgel (15 Ratekrimis) - Pferdehof in Gefahr (12 Ratekrimis) - Die Geisterkatze zeigt die Krallen (16 Ratekrimis) - Unternehmen Wüstenwurm (12 Ratekrimis) | - Es tanzen die Vampire (15 Ratekrimis) - Raub beim Ritterfest (13 Ratekrimis) - Schloss Schauerlich (13 Ratekrimis) - Der Schatz am Meeresgrund (15 Ratekrimis) - Wilddieben auf der Spur (16 Ratekrimis) - Geheimakte Y (5 Kurzgeschichten) - 99 heiße Spuren - Neue heiße Spuren - Superheiße Spuren - Heiße Spuren für Meisterdetektive - Auf frischer Tat ertappt (Ratekrimis, erschien am 1. Mai 2009) - Das Geheimbuch für Detektive - Die Knickerbockerbande von A bis Z |

Englische Bücher
- Who is Robin Horror?
- The Horror Diamond
- Horror in Hollywood
- Alice in Horrorland
- Welcome to Horror Hotel

Hörspiele
Ravensburger / Universal Family Entertainment
1. Der Schatz der letzten Drachen
2. Titanic, bitte melden!
3. Der unsichtbare Spieler
4. Der Schrei der goldenen Schlange
5. Das Wesen aus der Teufelsschlucht
6. Der Mann ohne Gesicht
7. Es kam aus dem Eis
8. Die giftgelbe Geige
9. Wettlauf nach Atlantis
10. 13 blaue Katzen
11. Hinter der verbotenen Tür
12. Der Geisterreiter
13. Im Wald der Werwölfe
14. Die Drachen-Dschunke
15. Der grüne Glöckner
16. Das Biest im Moor
17. Kennwort Giftkralle
18. Die Gruft des Barons Pizza
19. Der Bumerang des Bösen
20. Das Gold des Grafen Drakul
21. Das Geheimnis des Herrn Halloween
22. Das Diamantengesicht

Junior
1. Die Tonne mit dem Totenkopf
2. Das Phantom der Schule
3. Wo ist der Millionenstorch?
4. Der Fluch des schwarzen Ritters
5. Treffpunkt Schauermühle
6. Wenn die Turmuhr 13 schlägt
7. Heiße Spuren (Die Orgel des Schreckens / Die Katze mit der Glatze)
8. Das Zombie-Schwert des Sultans
9. Jagd auf den Hafenhai
10. Die Rache der roten Mumie
11. Kolumbus und die Killerkarpfen
12. Die Nacht der Weisswurst-Vampire

## Sonderbände

### Englischsprachige Bücher
Einige Bände erschienen im Kleinformat und waren auf Englisch. Erich Ballinger übersetzte und überarbeitete einige Abenteuer für Kinder, die seit 2–3 Jahren Englisch lernen (zum Beispiel „Dr. Horror“). Es gab zu diesen Büchern auch Lern-CD-ROMs.

### Ratekrimis und Entscheidungsgeschichten
Erwähnenswert sind noch Sonderbände, die zum Teil Ratekrimis oder Kurzkrimis nach dem Prinzip „Du entscheidest“ enthielten. Zu diesen Büchern gehörten Decoder und andere Gimmicks, die zum Ermitteln der richtigen Lösungen bzw. zur Bewertung der Leistung dienten.

### Bandenblatt
Außerdem wurden in den Jahren 1993/1994 Detektivzeitschriften unter dem Titel „Das Knickerbocker-Bandenblatt“ herausgegeben, sie erschienen einmal im Monat und enthielten Kurzkrimis, Ratekrimis bzw. Fan-Seiten.

### Sonderausgaben
Thomas Brezina schrieb in den 1990er Jahren mehrere Mini-Knickerbockerbücher für deutsche und schweizerische Buchhandlungen.

### Sammelbände
- Geheimakte Omega: Die Superfälle der Knickerbocker-Bande (Der Geisterreiter, Wenn die Turmuhr 13 schlägt)
- Rätsel um das Schneemonster & Das Phantom der Schule (Rätsel um das Schneemonster, Das Phantom der Schule)
- Fußball des Schreckens (Der unsichtbare Spieler, Spuk im Stadion)
- Spannende Ferien mit der Knickerbocker-Bande (Das sprechende Grab, 21 Ratekrimis)

### Verfilmungen und Bücher zu den Filmen
Im Jahr 1995 kam der Film Die Knickerbocker-Bande: Das sprechende Grab in die Kinos. 1996 wurden 14 Knickerbockerbanden-Abenteuer im Auftrag des ORF verfilmt (Die Knickerbocker-Bande (Fernsehserie)). Sowohl zum Kinofilm als auch zu den Fernsehfolgen gibt es Bücher. Die Buchrücken der Bände in der ORF-Sonderausgabe ergeben zusammen ein Knickerbocker-Logo.

### Die Knickerbocker-Bande auf der Bühne
Nach Erscheinen der ersten 10 Bände der Reihe wurde 1990 ein Musical mit dem Titel „Treffpunkt Geisterbahn“ geschrieben und produziert und in der Wiener Stadthalle vor einem Publikum von 10.000 Kindern aufgeführt. Die Entwicklung der Handlung sowie das Verfassen der Liedtexte übernahm Thomas Brezina selbst, die Musik stammt von Klaus Back und Tini Beier. Der Bösewicht Baron Z wurde gespielt und gesungen von Uwe Kröger, der später als Tod im Musical Elisabeth große Bekanntheit erreicht. Viele der Eintrittskarten wurden gratis verlost, für das gesamte Publikum gab es als Geschenk ein Exemplar des Bandes „Die Tonne mit dem Totenkopf“. Später erschien das Musical auch als Hörspiel.
Die Grazer Kinderbühne Next Liberty führte 2001 die Folge Wenn die Turmuhr 13 schlägt als interaktives Theaterstück in der Regie von Michael Schilhan auf.

### Jubiläumsausgaben und Knickerbocker 2000
Der Jubiläumsband (Band 50) erschien mit „goldenem“ Titelblatt. Zum 10-jährigen Jubiläum erschien ein Sonderband unter dem Titel Jagd auf den 100 Milliarden Dollar Schatz.

Es gab noch zwei sogenannte „Knickerbocker 2000“-Fälle (Wettlauf nach Atlantis, Wenn der Eismensch erwacht), in denen die Knickerbocker im Auftrag von Privatdetektiv Larry Hunt arbeiten.
Der Ravensburger-Verlag, wo die Bücher seit einiger Zeit erscheinen, gab außerdem zwei interaktive CD-ROMs (Verschwunden im Saurierland, Phantom der U-Bahn) heraus, die auf dem Prinzip der „Knickerbocker 2000“-Geschichten basieren. Bei diesen Spielen mussten die Kinder den vier Knickerbockern beim Ermitteln der Fälle helfen, der Auftraggeber ist wieder der geheimnisvolle Larry Hunt.

### 5. Mitglied der Knickerbockerbande in Band 63
In Band 63, der Anfang 2006 erschienen ist, bekam die Bande ein 5. Mitglied (allerdings nur für diese eine Folge): den 11-jährigen Michael Funcke, der bei einem Preisausschreiben des Ravensburger-Verlages im Vorjahr diesen ungewöhnlichen Preis gewonnen hatte. In der Geschichte geht es um Fußball, und Michael, der im richtigen Leben Torwart ist, kommt eine entscheidende Rolle zu.

## Ableger

### Knickerbocker-Bande Junior
Knickerbocker-Bande Junior war eine Serie für jüngere Leser (7–8 Jahre). Die Bücher waren mit größerer Schrift gesetzt und die Geschichten waren kürzer bzw. weniger kompliziert. Die Hauptpersonen Daffi, Roki, Babs und Chris sind große Fans der Knickerbocker und sie haben alle je ein Vorbild aus der Bande. Insgesamt erschienen 14 Bände.

### Knickerbocker-Bande 4immer
Im März 2017 fragte Thomas Brezina seine Fans via Facebook, ob er eine Fortsetzung der Knickerbocker-Bande schreiben solle und rief damit positive Reaktionen hervor. Im November 2017 erschien der erste Band der erwachsenen Knickerbocker unter dem Titel „Alte Geister ruhen unsanft“; er wurde mit dem goldenen Buch und dem Platin-Buch des Hauptverbandes des Österreichischen Buchhandels ausgezeichnet. Im September 2018 erschien der zweite Band der Reihe mit dem Titel „Schatten der Zukunft“. Ein dritter Band der „Knickerbocker-Bande 4immer“-Serie mit dem Titel „Der Tote in der Hochzeitstorte“ stellt einen (zumindest vorläufigen) Schlusspunkt dar und erschien Ende 2020, nämlich zum 30-jährigen Jubiläum der Veröffentlichung des allerersten Bandes „Rätsel um das Schneemonster“ im Jahr 1990. Dieser Abschlussfall der Erwachsenen-Trilogie spielt, genau wie der genannte erste Fall der Kinderbuchreihe 30 Jahre zuvor, im österreichischen Bundesland Tirol.

## Sonstiges
- Es gibt vier Titellieder für die Knickerbocker: Zwei wurden bei den Hörspielen verwendet (das erste Lied von Klaus Back und Tini Beier Wir sind vier und wir sind auf Zack steht in den früheren Ausgaben der Bücher mit Noten und Text auf der ersten Seite, das zweite Lied, das auf den neueren, vom Ravensburger-Verlag herausgegebenen Kassetten und am Anfang der CD-ROMs zu hören ist, beginnt mit Echte Knickerbocker), und jeweils zwei im Kinofilm (Freunde für immer) bzw. in der Fernsehserie.

- Fan-Artikel wie Mini-Detektivbüro, Detektivratgeber, Taschen, Rucksäcke usw. waren Anfang der 1990er Jahre parallel zu den Büchern erhältlich.

- Von Der grüne Hund erschien 2001 als II tgaun verd eine rätoromanische Übersetzung von Gabriela Holderegger.[7]
- In einem Podcast erzählt Thomas Brezina 2020 in insgesamt 41 Folgen viel Interessantes rund um die Buchreihe und liest kurze Ratekrimis zum Mitraten mit der Knickerbocker-Bande vor (erschienen auf verschiedenen Plattformen).

## Knickerbocker-Erlebniswanderwege in Tirol
2006 inszenierte Thomas Brezina in der Tiroler Ferienregion Serfaus–Fiss–Ladis drei Geschichten als „Abenteuer zum Erwandern“.
„Der Sturzflug“:
Die Ausgangssituation ist ein Flugzeugabsturz. Augenzeugen berichten, dass vor dem Absturz Gegenstände abgeworfen wurden, die von den Kindern gefunden werden müssen. Auf der Wanderstrecke erwarten die jungen Detektive weitere Hinweise, die auf diese Weise der Lösung immer näherkommen, und schließlich sogar ein echtes Wrack in den Bäumen und Gegenstände, die auf Ästen entdecken können. Wenn der Fall gelöst wird, werden die Kinder zur Belohnung zu „Meister-Detektiven“ ernannt, erhalten eine Urkunde und können sich im „Buch der Abenteuer“ verewigen.
„Der Hexenweg“:
Die Junghexe Grisabella Glockenkuss und ihr Bruder haben sich beim magischen Duell bei einem Spruch geirrt. Ihr Hexenhaus ist in die Luft geflogen und einige Einrichtungsgegenstände haben sich kreuz und quer im Wald verteilt. Zur Belohnung nach der Auflösung dieses Rätsels erwartet die Kinder die Ernennung zur „Junghexe“ bzw. zum „Junghexer“.
„Der Forscherpfad“:
Ein berühmter Forscher ist verschwunden. Auf dem Weg zu seinem seltsam anmutenden Forscherhaus begegnen die Jungdetektive riesenhaften Schnecken, sehen die Welt aus der Sicht einer Ameise, müssen Tierspuren erkennen und Trapperqualitäten entwickeln. Wer der Forscher war, und woran er arbeitete, entdeckt man am Schluss der Wanderung.